# Паундбери
Паундбери — экспериментальный новый город в одном из предместий Дорчестера в английском графстве Дорсет.
Строится на земле, принадлежащей Корнуолльскому герцогству. Город развивается в соответствии с архитектурными принципами  Карла III, известного своим резко негативным взглядом на послевоенные направления в городском планировании.

## Проект
Застройка имеет традиционную городскую структуру высокой плотности; её основная цель — создание единой общины из магазинов, предприятий, а также частного и социального жилья; в городе нет зонирования. Городские планировщики заявляют, что проектируют, ориентируясь на человека, а не на автомобиль, и стремятся создать городскую среду, качественную во всем: от архитектуры до строительных материалов, дорожных указателей и ландшафта. Площади общего пользования обслуживаются управляющей компанией, в которую входят все жители города.
Проект напоминает другие города в новоурбанистическом стиле, в основном расположенные в Америке, но стиль Паундбери, разумеется, европейский. Здания выдержаны в традиционном стиле, с использованием архитектурных элементов разных эпох, например заложенных окон, часто встречающихся на старых английских домах из-за оконного налога (неоисторизм).
Концепция плана, разработка которого поручена Леону Крие, следует написанной принцем книге «Взгляд на Британию. Личное видение архитектуры». Строительство началось в октябре 1993 года. Планы Крие критиковались за смешение большого числа континентальных стилей и за неиспользование местных строительных материалов.
Ожидается, что все четыре очереди будут закончены в течение 25 лет, общее число домов составит 2500, а население — 6000 человек.
Строительство Паундбери вызвало массу подражаний во всем мире; в Шанхае была попросту построена его точная копия. Напоминающим Паундбери по внешнему виду в России является посёлок Ивакино-Покровское по проекту Максима Атаянца недалеко от аэропорта Шереметьево.
Одна из главных достопримечательностей Паундбери — статуя королевы-матери, бабушки Карла III. Трёхметровый монумент, сделанный из бронзы, находится практически в самом центре поселения, на одноименной площади.
По данным переписи за 2020 год, больше трети жителей составляли люди старше 65 лет.

## Галерея

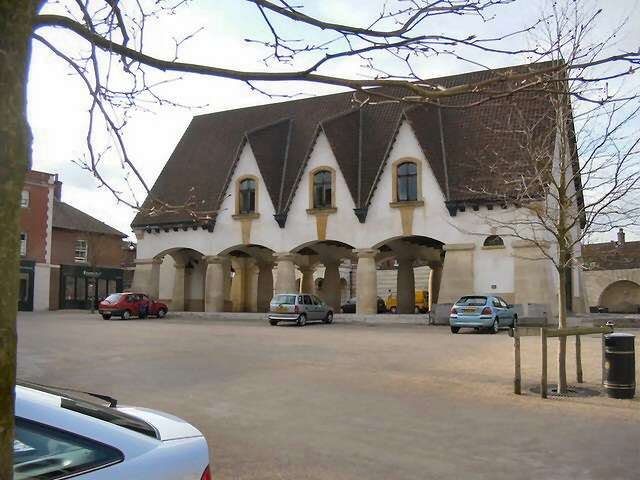
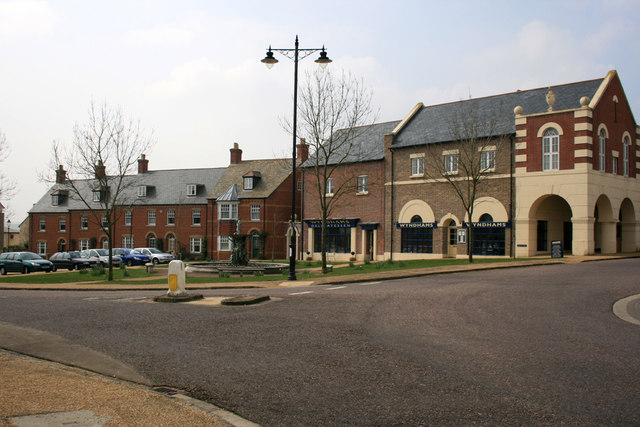
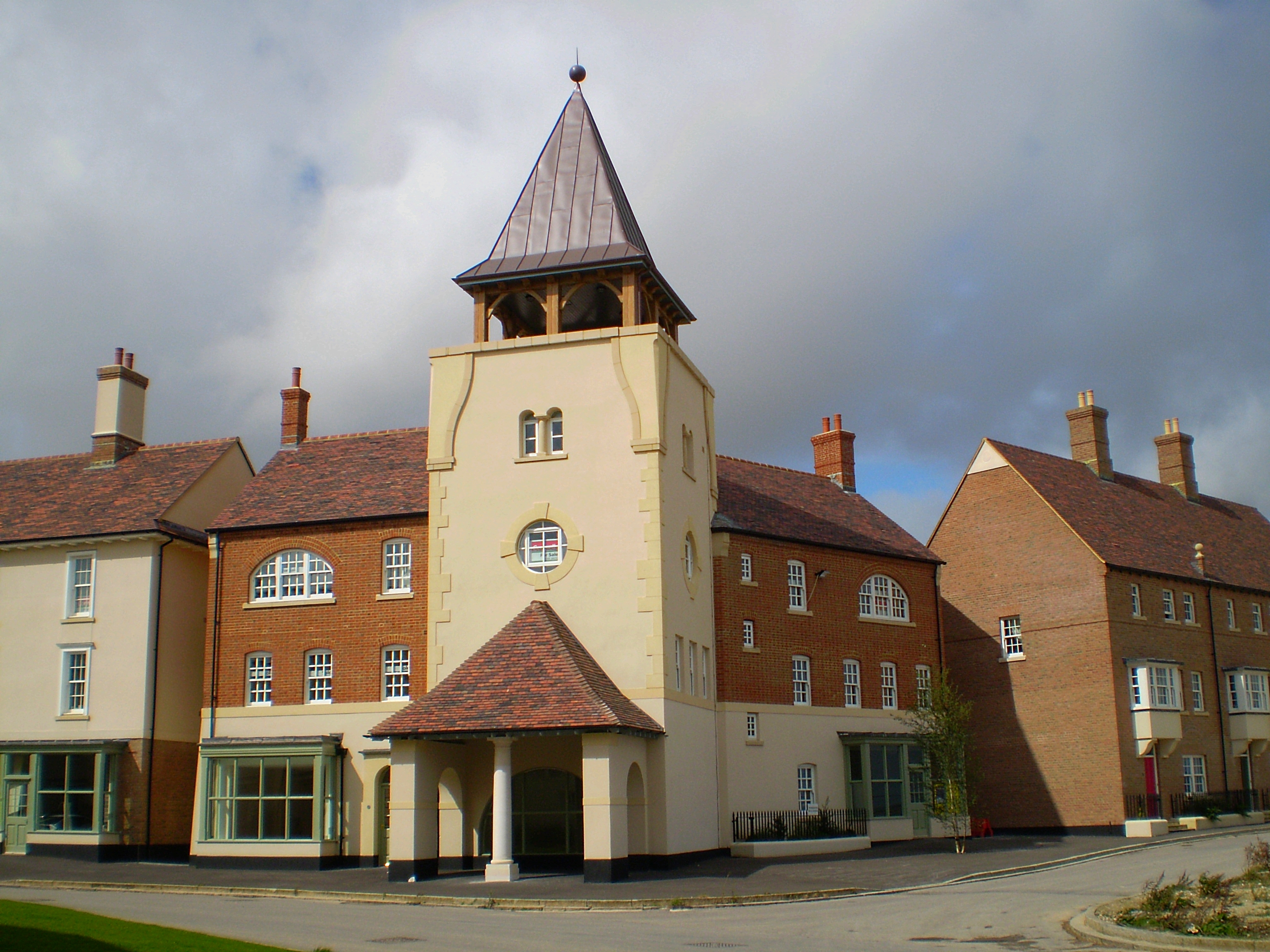
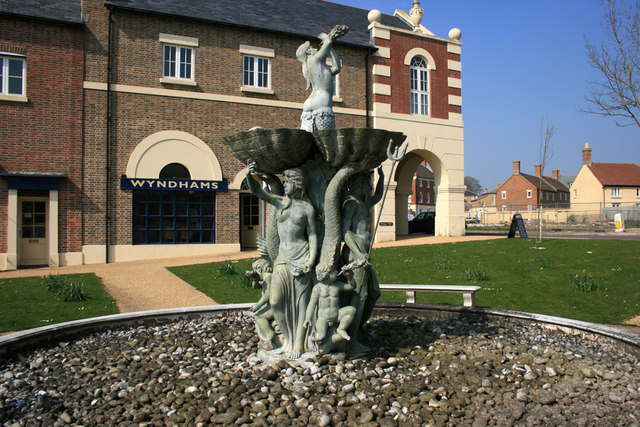
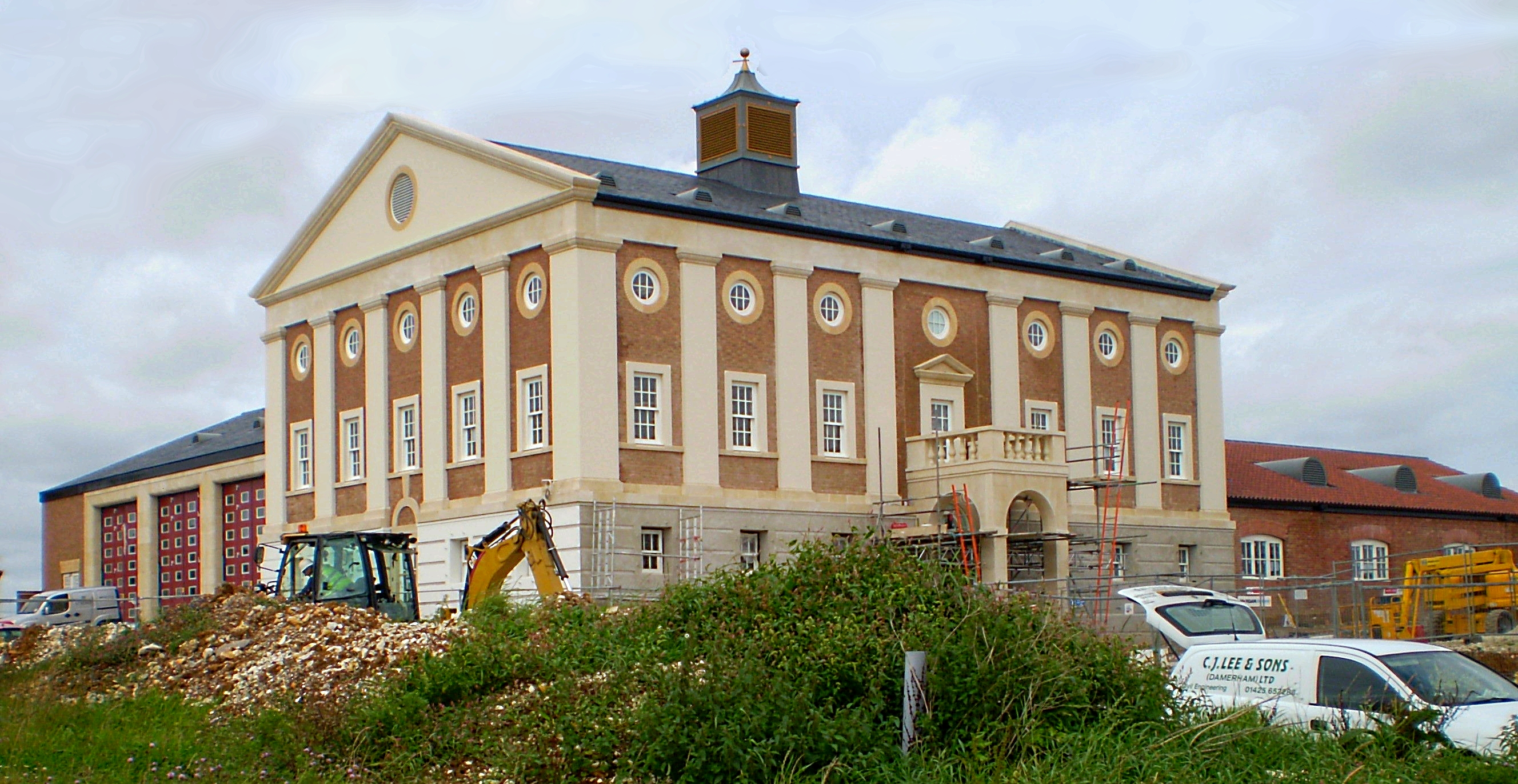
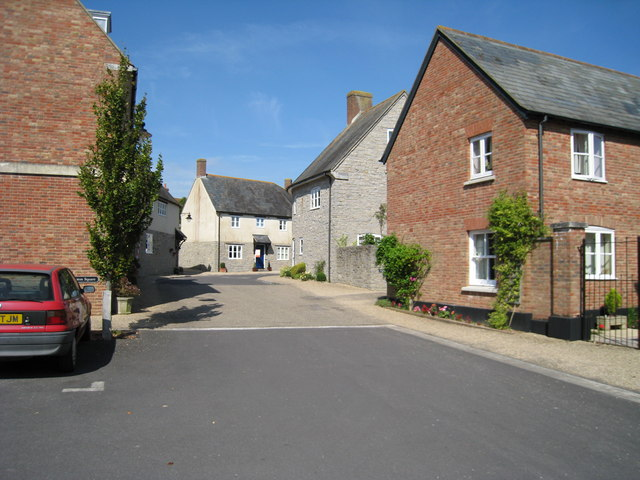
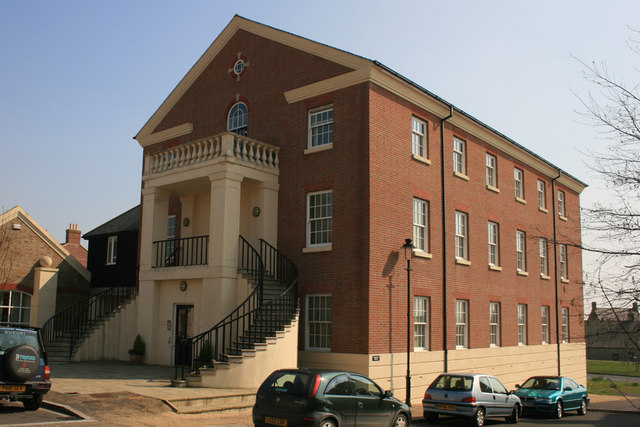
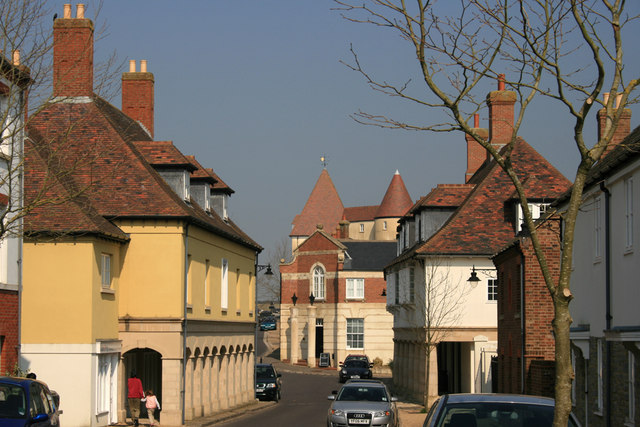